# Halestorm (álbum)
Halestorm es el álbum de estudio debut del grupo musical estadounidense Halestorm, lanzado el 28 de abril de 2009 por el sello discográfico Atlantic Records. 
Howard Benson, que también ha trabajado con Skillet, Daughtry, My Chemical Romance, Kelly Clarkson, Three Days Grace y Flyleaf, produjo el álbum, el cual alcanzó el puesto # 40 en el Billboard 200. 
El primer sencillo del álbum de estudio, «I Get Off» se mantuvo durante varias semanas en las listas y la canción alcanzó el #17 en la lista de Billboard. Por otra parte, la canción «Innocence» fue coescrita por el exintegrante de Evanescence, Ben Moody.

## Lista de canciones
1. «It's Not You» – 2:55
2. «I Get Off» – 3:04
3. «Bet U Wish U Had Me Back» – 3:43
4. «Innocence» – 3:16
5. «Familiar Taste of Poison» – 4:04
6. «I'm Not an Angel» – 3:15
7. «What Were You Expecting» – 3:34
8. «Love/Hate Heartbreak» – 3:19
9. «Better Sorry Than Safe» – 3:12
10. «Dirty Work» – 3:17
11. «Nothing to Do With Love» – 3:30
12. «Tell Me Where It Hurts» – 3:48 (iTunes/Amazon MP3 bonus track)
13. «Conversation Over» - 3:05 (iTunes/Amazon MP3 bonus track)
14. «Dirty Mind» - 3:18 (iTunes/Amazon MP3 bonus track)

## Posicionamiento
| Listas (2009)                  | Posición |
| ------------------------------ | -------- |
| U.S. Billboard 200             | 40       |
| Billboard Top Rock Albums      | 11       |
| Billboard Top Hard Rock Albums | 4        |